# 列齊夫卡
48°49′33″N 24°6′36″E / 48.82583°N 24.11000°E
列齊夫卡（烏克蘭語：Лецівка），是烏克蘭西部的村莊，隸屬伊萬諾-弗蘭科夫斯克州的卡盧什區。該村始建於1410年，面積1.13平方公里，2001年人口414，人口密度每平方公里366.4人。